# Nationalarchiv von Südsudan

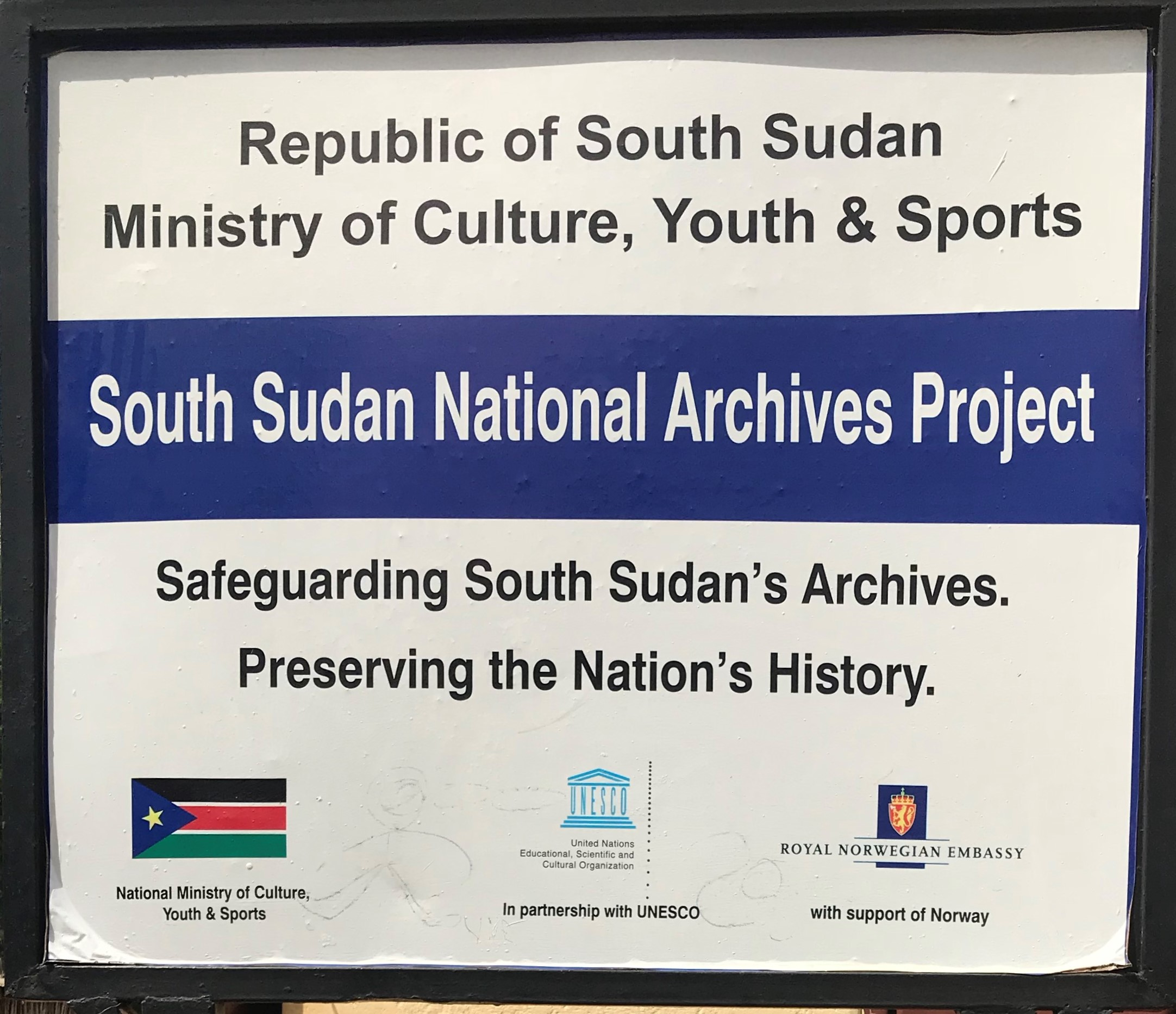
Das Archiv 2018.

Das National Archive of South Sudan ist das Staatsarchiv des Südsudan. Es hat seinen zentralen Standort in Juba und befindet sich mit norwegischer Unterstützung im Aufbau.
Das Archivgut besteht aus zehntausenden Dokumenten der sudanesischen und südsudanesischen Regierung seit der Zeit des Anglo-Ägyptischen Sudan (um 1900), aus der Zeit der Republic des Sudan (جمهورية السودان Jumhūrīyat as-Sūdān) und der Bürgerkriege (Erster sudanesischer Bürgerkrieg الحرب الأهلية السودانية الأولى 1955–1972; Zweiter Sudanesischer Bürgerkrieg الحرب الأهلية السودانية الثانية 1983–2005) bis in die späten 1990er. Die teilweise noch zu erschließenden Archivbestände fallen in die Zuständigkeit des Ministry of Culture, Youth and Sports in Juba.

## Geschichte
Das Nationalarchiv entstand aus dem Werk von Enoch Mading de Garang, der seit seiner Amtszeit als Regional Minister of Information, Culture, Youth and Sports (ab 1976) war, die Idee für ein Archiv der südsudanesischen politischen Bewegungen entwickelte. Enoch Mading baute das Archiv auf und nahm auf Vorschlag des Historikers Robert O. Collins auch die Verwaltungsakten des Südlichen Sudan auf. Das Archives Department wurde 1977 als Teil des Ministry of Information and Culture gegründet.
Die Regierungsakten litten in den Ersten und Zweiten Sudanesischen Bürgerkriegen stark. Viele Dokumente wurden zerstört durch Hitze, Termiten, Wasser, Feuer und falsche Behandlung. Viele dieser Archivalien wurden im Southern Records Office in Juba aufbewahrt (Southern Sudan Autonomous Region (1972–83) unter Douglas H. Johnson). Während des Zweiten Sudanesischen Bürgerkrieges (1983–2005) wurden diese Dokumente erneut zerstreut, vernachlässigt und teilweise mutwillig zerstört.

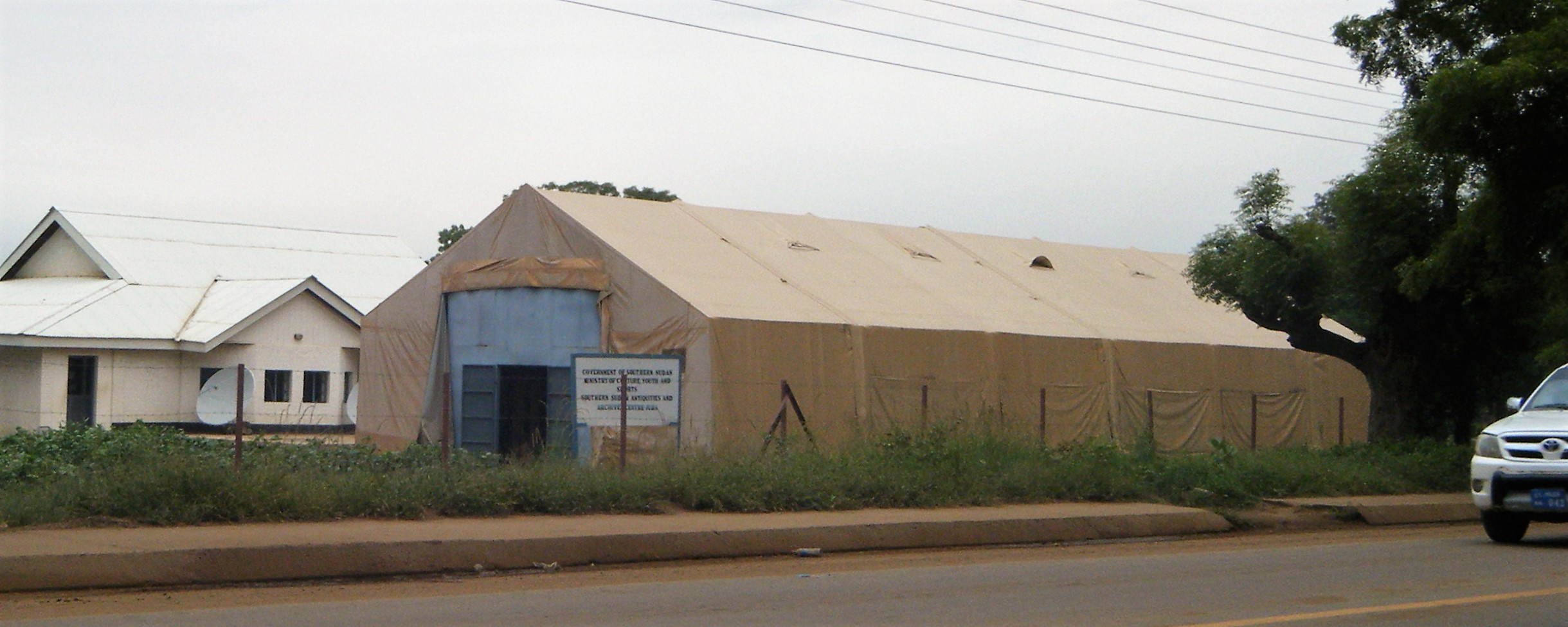
Aufbewahrungszelt des South Sudan Archive, Juba, 2010.

Die Autorität über die Archive wurde vom Bundesstaat Central Equatoria nach der Unterzeichnung des Friedensvertrages an die Regierung des Südsudan übertragen. Erste Rettungsmaßnahmen für die Archivalien begannen 2005, während der Friedensperiode aufgrund des Friedensvertrages, mit Unterstützung des US Ambassadors’ Cultural Fund. In diesem Zusammenhang wurde ein Aufbewahrungszelt nahe dem Verwaltungs-Hauptquartier des Central Equatoria State in Juba aufgestellt, wo Dokumente aus dem  Archiv gesammelt wurden, die größtenteils ungeordnet waren („in a disordered state“).
2010 begannen British Institute in Eastern Africa (BIEA) und Rift Valley Institute (RVI) eine zweite Phase der Notfall-Konservierung und Digitalisierung. Unter anderem wurden Archivboxen und Digitalisierungsequipment geliefert und Training für Digitalisierungstechniken und Archivierung für einheimische Mitarbeiter durchgeführt. Eine dritte Phase, die durch die Michigan University finanziert und vom Rift Valley Institute durchgeführt wurde, folgte 2013 und setzte die begonnene Arbeit fort.
Bei der Unabhängigkeitszeremonie des Südsudan in Juba 2011 kündigte Pa'gan Amum Okiech, der damalige Generalsekretär des Sudanesischen Volksbefreiungsbewegung (SPLM), dass auch die Flagge des Sudan, die in diesem Zuge abgenommen worden war im National Archiv aufbewahrt werden sollte im Andenken der „shared history“ (Gemeinsamen Geschichte) mit dem Nachbarland.
Das Projekt erhielt Unterstützung von der Regierung von Norwegen für den Bau eines permanenten Gebäudes South Sudan National Archive Building. Die Norwegische Regierung und die niederländische Prince Claus Foundation gaben Mittel zur Renovierung eines temporären Gebäudes in Munuki, Juba. Der Bau des neuen Archives war angesetzt auf die Zeit von Juli 2014  bis Juli 2015. Der Bau wurde allerdings durch den Bürgerkrieg im Südsudan 2013 bis 2018 aufgehalten.

## Sammlung
Die Bestände des Archivs beginnen Anfang der 1900er Jahre und reichen bis in die 1990er Jahre. Meist stammen die Akten von früheren lokalen Verwaltungen im Südsudan, unter anderem monatliche Tagebücher und jährliche Reports, Inspektionsberichte, Distrikt- und Provinz-Reporte, Aushändigungsbestätigungen und allgemeine Korrespondenzen.

## Tarikh Tana(Unsere Geschichte)
Im November 2017 wurden die Dokumente des National Archivs in der Radio-Sendung Tarikh Tana (Unsere Geschichte) vorgestellt. Die Radiosendung wurde in fünf Teilen von Eye Radio (98.6 FM) in Juba ausgestrahlt. Das Programm wurde vom South Sudan Ministry of Culture, Youth and Sports, dem Rift Valley Institute und der UNESCO unterstützt und durch Finanzmittel aus Norwegen. Die erste Episode wurde von Rosemary Ochinyi moderiert und skonzentrierte sich auf die Dokumente im Zusammenhang mit den Verurteilungen der Torit Mutineers (Meuterern von Torit), die zweite zeigte einen Auszug aus dem Evangelium nach Markus aus einer Bibel von 1952; und die dritte Episode zeigte ein Instructional Pamphlet on Malaria in Bor Dinka (Aufklärungs-Flugblatt zu Malaria in Bor Dinkha) von 1948. In der vierten Episode stand das Dokument An Appeal by the Peace Delegation to the Anyanya von 1967 im Mittelpunkt. Der letzte Teil beschäftigte sich mit dem Dokument The functions of the leopard-skin chief (Die Aufgaben des Leopardenhaut-Häuptlings), einer Auswahl von Gesetzen der Nuer die von den Kolonialbehörden 1944 in Auftrag gegeben worden war.

„[Deng Nhial Chioh, ein Anthropologe und Experte für Kulturerbe,] erklärte, dass der Begriff Leopardenhaut-Häuptling eine inkorrekte Übersetzung von Kuaar Muon sei, welches „Erd-Hüter“ in Nuer bedeutet. „Das Wort Chief wurde dort eingefügt, was nicht korrekt ist,“ sagte Mr. Nhial. „Das Amt des Kuaar Muon ist sehr unabhängig und sehr einzigartig. er ist ein Friedensstifter und ein Vermittler, er kann einige Flüche benutzen, and wann immer eine Person eine andere tötet, wird [diese Person] zum Kuaar Muon fliehen.““

Die Radioprogramme wurden von öffentlichen Wanderausstellungen in Juba begleitet.